# Těleso

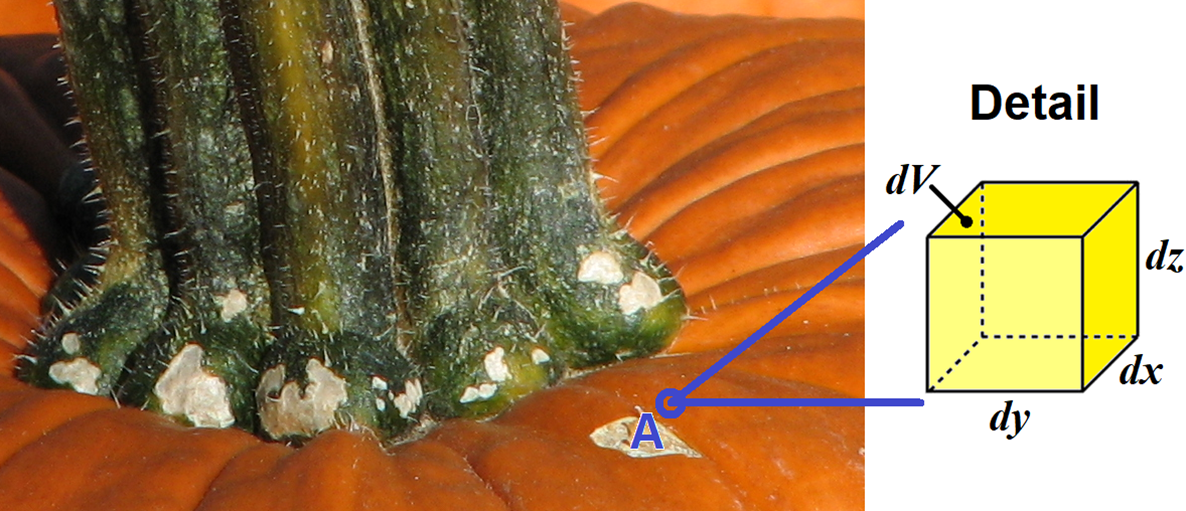
Těleso (v tomto případu Tykev/Dýně obecná Cucurbita pepo) a jeho elementární objem v Kartézském souřadném systému. Převzato z.

Těleso je, ve fyzice či mechanice, obecný hmotný živý či neživý předmět, který je objektem zkoumání fyziky, resp. mechaniky. Vyplňuje daným způsobem určitou část objemu prostoru, která je nějakým způsobem ohraničena a která obsahuje látku daného skupenství. Těleso má na rozdíl od látky tvar, rozměry, velikost a hlavně hmotnost. Označení těleso se nejčastěji používá pro pevná tělesa. Některá tělesa mají jednoduchý tvar (např. koule, válec, krychle) a některá složitější tvar (auto, kladívko, brambora atd.).

## Klasifikace těles podle skupenství, typu látky a struktury
- Podle skupenství látky a typu látky se především rozlišují pevná tělesa, kapalná tělesa, plynná tělesa, tělesa z plazmy či exotická tělesa z Boseho-Einsteinova kondenzátu. Zvláštním případem jsou také tělesa ze sypké hmoty či tělesa z antihmoty či dalších exotických nebo hypotetických forem látky.
- Podle struktury tělesa se definují tělesa homogenní (stejnorodá) a tělesa nehomogenní (nestejnorodá). V realitě však neexistuje ideálně homogenní těleso. Avšak v mnoha případech mechaniky, lze považovat těleso za homogenní (výhodou je pak významně jednodušší aplikace při řešení vědeckých úloh). Nehomogenní tělesa mají ve svém objemu např. proměnlivou hustotu, proměnlivé materiálové vlastnosti atp.

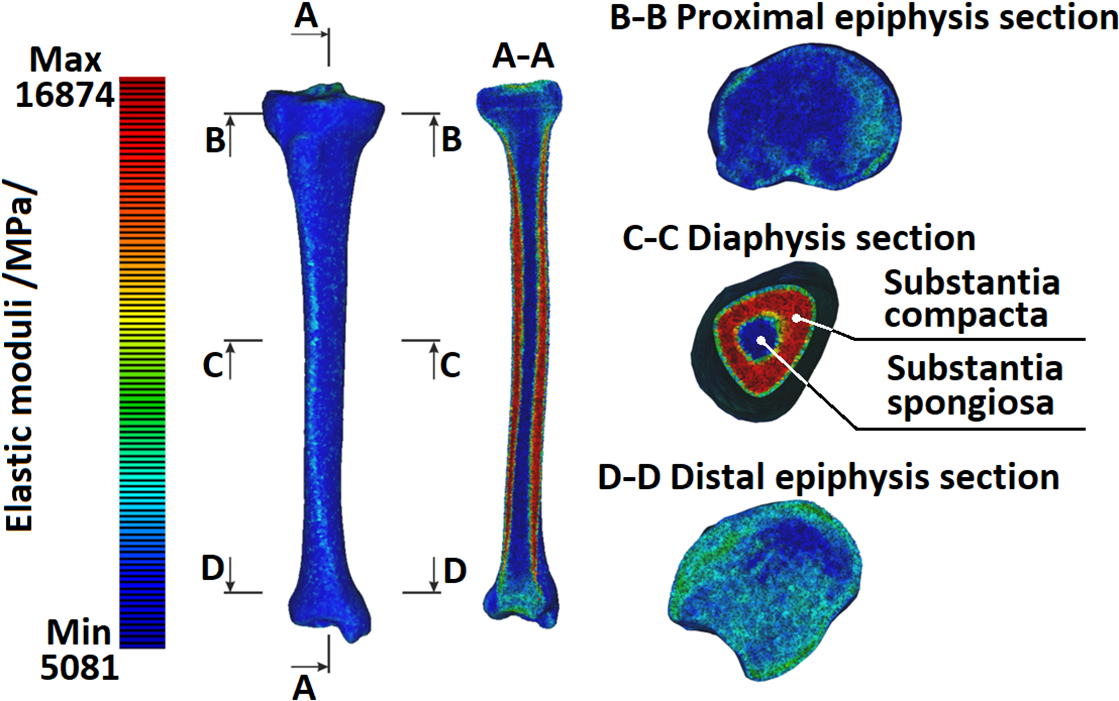
Nehomogenní těleso – příklad nehomogenního rozložení materiálových vlastností lidské tibie (modul pružnosti získaný z CT). Převzato z.

## Klasifikace těles podle rozměrů či hmotnosti
- Makroskopické těleso (makroobjem) je těleso složeno z velkého počtu částic (atomů, molekul). Jeho rozměry jsou vzhledem k rozměrům „mikroskopických“ částic velké. Makroskopické těleso je obvykle okem přímo viditelné. Extrémní makroskopická tělesa dosahují rozměrů a hmotnosti galaxií.

- Mikroskopické těleso (mikroobjem) není okem přímo viditelné. Dolní hranice rozměrů a hmotností reálných mikroskopických těles zřejmě udávají elementární částice. Avšak v mechanice lze také využívat bodová tělesa s nulovým objemem.

Tělesa lze také dělit podle prostorových rozměrů:
- bodová tělesa (např. hmotný bod) – jsou nejjednodušší realizací tělesa. Objem bodového tělesa {\displaystyle dV\rightarrow 0} a jeho rozměry jsou {\displaystyle dx=dy=dz\rightarrow 0}. Bodové těleso může mít hmotnost a další dynamické charakteristiky, mohou v něm působit zatížení a mohou v něm být předepsané okrajové či počáteční podmínky atp. Bodové těleso ve skutečnosti neexistuje. Avšak, bodové těleso má ekvivalentní vlastnosti jako reálné těleso a lze pro něj sestavit např. rovnice rovnováhy jako u reálných těles,
- jednorozměrná tělesa (1D) – Nahrazení reálného tělesa charakteristickým délkovým rozměrem, např. úsečkou (nosník) nebo polopřímkou a přímkou (pružný podklad nosníku nebo desky). Výhodou je zjednodušení reálné situace,
- dvourozměrná tělesa (2D) – Nahrazení reálného tělesa dvěma délkovými rozměry a plochou. Výhodou je zjednodušení reálné situace,
- trojrozměrná tělesa (prostorová, 3D) – Skutečnost nebo její dostatečně přesný objemový popis reálného tělesa,
- vícerozměrná tělesa (aplikace především v teoretické matematice a fyzice).

## Ideální tělesa
- Dokonale tuhé těleso (absolutně tuhé těleso, nedeformovatelné, rigidní těleso) – působením sil se nedeformuje (tj. při zatížení tělesa se nemění vzdálenosti mezi jednotlivými částicemi tělesa). Je to mnohdy praktická a hojně používaná idealizace skutečnosti, která významně zjednodušuje popis chování tělesa, což je výhoda při řešení mnoha úloh. Nicméně, při úlohách velkých deformací (např. tváření, obrábění), rázu těles aj., může být aplikace absolutně tuhého tělesa chybná. Absolutně tuhé těleso ve skutečnosti neexistuje, ale model absolutně tuhého tělesa je vhodný ke studiu základních vlastností pevných látek. Absolutně tuhé těleso má nekonečně velký modul pružnosti materiálu,

- Těleso s ideální geometrií – z pohledu idealizace geometrie tělesa, mohou být reálná tělesa nahrazeny ideální geometrií (např. idealizace planety Země jako dokonalé koule, platónská tělesa aj.). Matematický popis takových těles je pak jednodušší.

## Reálná tělesa
Podle prostorového uspořádání,reálné těleso lze definovat také jako soustavu nekonečného počtu bodových těles (tj. nekonečně malých objemových elementů {\displaystyle dV}), které vyplňují jeho objem.
Při zatěžování, u skutečných (reálných, deformovatelných) těles se vzdálenosti mezi jednotlivými částicemi mění. Působením vnějších sil pak dochází k (vnitřním) změnám v konfiguraci soustavy hmotných bodů, které se pak navenek projevují změnami objemu nebo tvaru tělesa. Deformovatelné těleso je opakem dokonale tuhého tělesa.
Reálná tělesa lze rozdělit podle toho, zda jsou po odstranění sil způsobujících změnu jejich tvaru nebo objemu schopna se vrátit do původního stavu, tedy zda zaujmou stejný tvar. Pokud se po odstranění sil těleso vrací do původního tvaru, hovoříme o tělese pružném (elastickém), v opačném případě se jedná o těleso plastické (neelastické nebo také nepružné).
Většina těles se v určitém rozsahu zatěžování chová elasticky, ale při překročení určité hranice (mez pružnosti) se začnou chovat elasto-plasticky nebo plasticky.
Pružnými tělesy se zabývá mechanika pružných těles či pružnost.
Reálná tělesa také vykazují určitou míru imperfekcí geometrických, materiálových aj. vlastností, kterými se jasně odlišují od ideálních těles.

## Další klasifikace těles
Tělesa lze dělit na neživá a živá (např. lidské tělo, živá tkáň),
Existují také další způsoby dělení těles, např. na volná (nemají odebraný žádný stupeň volnosti) a vázaná (jsou ve styku s ostatními tělesy, tj. mají odebrané stupně volnosti), pozemská a mimozemská nebo přírodní a umělá (vytvořená člověkem) atp.

## Doplňující poznámky
Tělesa mohou být v klidu a nebo pohybu.
Klidem těles se primárně zabývá statika, pohybem těles se pak zabývá kinematika a silovými poměry těles dynamika. Přesné hranice mezi definicemi statiky, kinematiky a dynamiky však neexistují, protože tyto vědní obory jsou vzájemně provázané.
Matematickým popisem těles se zabývá diferenciální geometrie a zobrazováním těles deskriptivní geometrie.
Tělesa také mohou na sebe vzájemně působit, pak se jedná o soustavu těles (např. srážka vlaků či soustava hmotných bodů).